# Chandraguthi, Sorab
Chandraguthi là một làng thuộc tehsil Sorab, huyện Shimoga, bang Karnataka, Ấn Độ.